# Гаврилюк Ілько Дмитрович
Ілько Дмитрович Гаврилюк (5 березня 1881, Іспас Горішній — 7 січня 1947) — український письменник, педагог, сотник УГА. Псевдоніми і криптоніми: І. Горішній, І. Г.

## Життєпис
Народився 1881 р. у с. Іспас Горішній тепер Коломийського району Івано-Франківської області, закінчив Коломийську гімназію (1900). Навчався у Львівському і Віденському університетах. 
Воював у лавах Української галицької армії.
Після поразки національно-визвольних спроб українського народу повернувся до Коломиї, професор Коломийської гімназії. Працював до 1944 р. в українській гімназії і викладав у жіночій семінарії товариства «Рідна школа». З 1901 р. почав друкуватися, за життя вийшло кілька збірок творів.
Помер 7 січня 1947 р. в Австрії. Доля спадщини невідома.

## Творчість
Автор збірки «По терню та кремінню» (Коломия, 1923), в якій опубліковано вірші «Прощання стрільця з дружиною» (1919), «Інтродукція», «Сон» (обидва – 1922), «До молоді», «Тиф серед УГА в Борі» (обидва – 1923).
Окремі твори:
- Гаврилюк І. Вірші // Акорди: Антол. укр. лірики від смерті Шевченка / Упоряд. І. Франко. Репринт. вид. — К.: Веселка, 1991. — С. 306.
- Гаврилюк І. Вірші // Стрілецька Голгофа: Спроба антології / Упоряд. Т. Ю. Салига. — Львів, 1992. — С. 346—351.